# Souris knock-out
 (mai 2008).
Pour les articles homonymes, voir souris (homonymie).

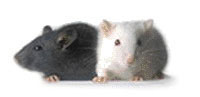
Souris knock-out.

Les souris knock-out sont des  souris domestiques (Mus musculus) qui ont été génétiquement modifiées pour inactiver un ou plusieurs gènes dans les cellules souches embryonnaires dont elles sont issues. Ces cellules souches étant pluripotentes, elles sont donc toutes initialement identiques mais une fois réimplantées dans un blastocyste, peuvent former l'ensemble des types cellulaires d'une souris qui porteront alors la mutation introduite. Il faut distinguer le knock-out d'une simple recherche de mutants. Le knock-out est une mutagenèse ciblée dans la mesure où elle n'altère que la séquence du gène étudié.

## Intérêt de cette procédure
Il est particulièrement intéressant, pour les biologistes étudiant le rôle d'un gène particulier, de « supprimer » celui-ci afin d'observer les conséquences physiologiques et cytologiques d'une telle suppression.
Le but de la procédure de knock-out est donc d'étudier les effets d'un gène sur un organisme entier par son absence ou par son absence de fonctionnement, par exemple pour l'essai de médicaments thérapeutiques. L'interprétation est cependant délicate lorsque des gènes membres de famille multigéniques se compensent mutuellement et ainsi la mutation knock-out d'un seul d'entre eux peut n'avoir que des effets mineurs. Il faut alors faire des doubles ou des triples knock-out pour observer un effet important (cas des gènes Hox par exemple). 

## Étapes du protocole

### Description générale
Le protocole visant à mettre au point une souris Knock-out suit un déroulement précis.
Tout d'abord il faut disposer de la séquence du gène que l'on veut supprimer. Celle-ci permettra de construire un plasmide approprié s'insérant par recombinaison homologue et de manière spécifique dans le génome de l'organisme cible, c'est-à-dire au locus précis du gène à supprimer.
Cette procédure est effectuée in vitro sur des cellules embryonnaires souches (cellules ES). Les cellules qui ont inséré l'ADN exogène à la place de l'ADN endogène par recombinaison homologue sont sélectionnées (voir ci-dessous), puis réintroduites dans un blastocyste qu'on réimplante dans une souris mère-porteuse. L'organisme obtenu sera donc un organisme mosaïque dans le sens où toutes ses cellules n'auront pas le même génome pour le gène considéré (certaines cellules étant issues du blastocyste receveur et certaines cellules provenant des cellules ES mutantes introduites). 
La seconde étape du processus consiste à réaliser un croisement entre ces individus appelés G0 et un individu de phénotype « sauvage ». Les individus G1 issus de ce croisement n'hériteront du gène inactivé que dans le cas où la (ou les) cellule(s) souche(s) modifiée(s) ont engendré la lignée germinale des G0.
Dans ce cas, 50 % des individus G1 seront hétérozygotes (KO/Sauvage) pour le gène considéré.
Afin d'obtenir des homozygotes KO/KO (but de l'expérience), il faut croiser entre eux ces individus G1 entre eux, et l'on observera alors 25 % d'individus G2 homozygotes KO/KO.
Par comparaison avec un groupe témoin, on peut alors procéder à l'étude fonctionnelle de ces souris KO, qui ont deux copies inactives pour le gène d'intérêt.

### Sélection des cellules ES mutantes
Ce protocole nécessite de pouvoir cribler les cellules ES possédant un exemplaire KO du gène. Le plus souvent, on incorpore au plasmide, entre les deux séquences homologues du gène cible, un gène étranger de résistance à un agent délétère (par exemple la néomycine).
Il faut pouvoir sélectionner les individus chez qui seule la séquence homologue entre plasmide et gène cible a été insérée (double enjambement nécessaire), ce qui est rendu possible par l'incorporation dans une autre région du plasmide d'un gène étranger de sensibilité à un agent délétère (qui permettra de cribler les cellules ayant incorporé le plasmide entier, et donc de les supprimer).

## Perspectives
Cette méthode nécessite plusieurs mois et coûte très cher aux laboratoires, amenant ainsi la création de laboratoires commerciaux exclusivement spécialisés pour concevoir ces animaux expérimentaux.
Les souris ne sont pas les seuls organismes pouvant faire l'objet d'un knock-out : tout organisme, potentiellement, peut voir l'un de ses gènes inactivé par cette technique.